# Atyrau

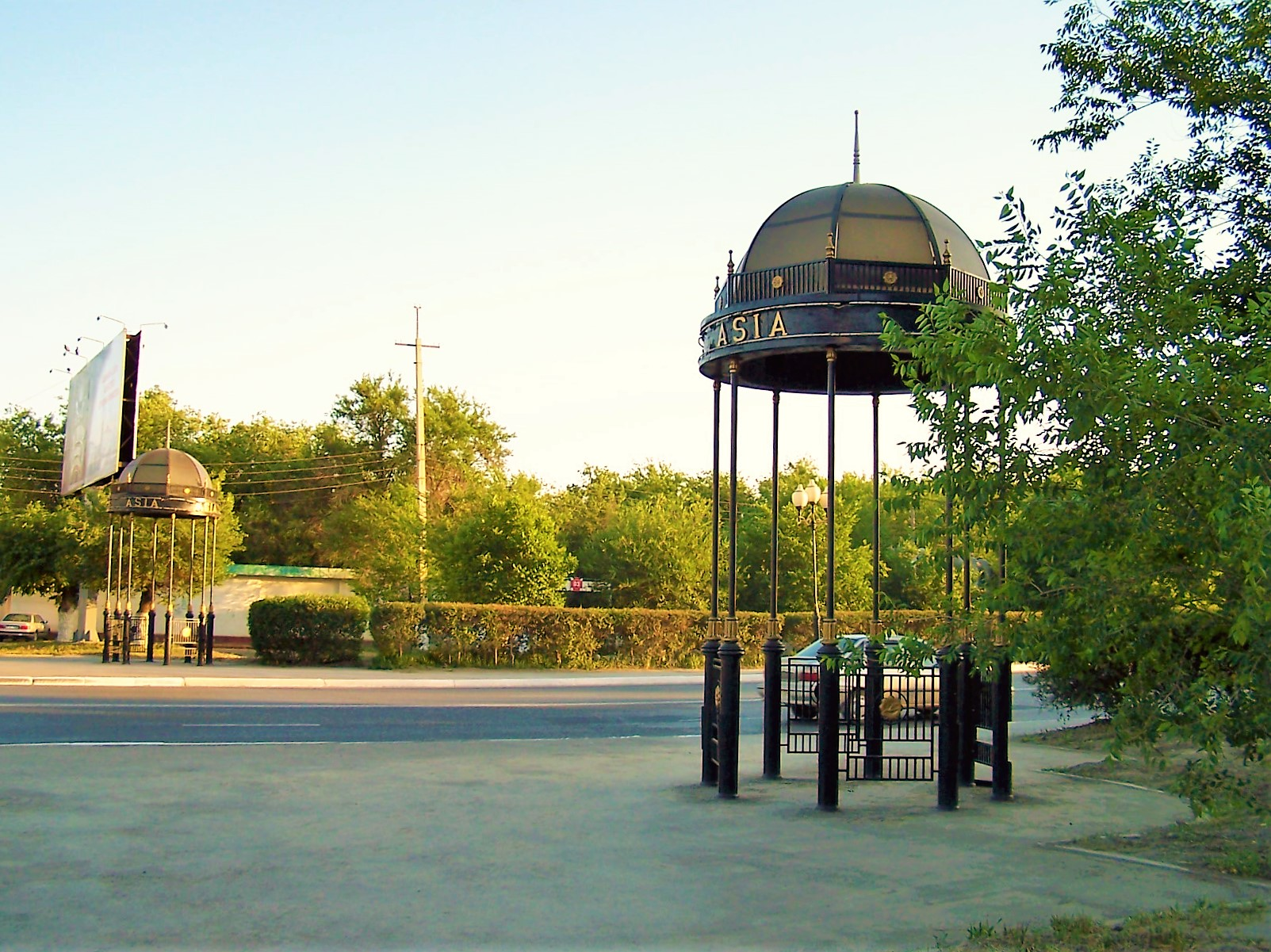
Obeliski w Atyrau po wschodniej stronie rzeki Ural, witające w Azji

Atyrau (kaz. Атырау; do 1991 Gurjew, ros. Гурьев) – miasto w Kazachstanie, ośrodek administracyjny obwodu atyrauskiego. Port nad rzeką Ural, w pobliżu jej ujścia do Morza Kaspijskiego. Miasto położone na granicy dwóch kontynentów: Europy oraz Azji. Wraz z Aktau, największy kazachstański ośrodek miejski nad Morzem Kaspijskim.
Miasto zostało założone w 1640. Obecnie jest to duży ośrodek przeróbki ropy naftowej (miasto połączone jest rurociągiem naftowym z położonym w odległości 720 km rosyjskim miastem Orsk) i przemysłu rybnego. Poza tym rozwinął się tutaj przemysł maszynowy, spożywczy i materiałów budowlanych. W porcie rzecznym prowadzony jest remont statków. 
W Atyrau znajduje się muzeum regionalne.

## Religia
- Od 1999 jest siedzibą Administratury Apostolskiej Atyrau.
- W mieście działa rzymskokatolicka Parafia Przemienienia Pańskiego w Atyrau.
- W mieście czynny jest prawosławny sobór Zaśnięcia Matki Bożej[1].

## Transport
- Port lotniczy Atyrau
- Trolejbusy w Atyrau – była linia

## Sport
- Bejbarys Atyrau – klub hokejowy
- FK Atyrau – klub piłkarski
  - Stadion Munajszy w Atyrau

## Klimat
Miasto leży w strefie klimatu subtropikalnego pustynnego, z wyraźnym wpływem klimatu kontynentalnego. Występują tu zimne zimy (przymrozki występują w dzień i nocy) oraz upalne lata (od czerwca do sierpnia, choć lato tutaj trwa od maja do września). W miesiącach zimowych - grudzień, styczeń, luty - przez 1/3 miesiąca może padać śnieg.
| Miesiąc                               | Sty  | Lut  | Mar  | Kwi  | Maj  | Cze  | Lip  | Sie  | Wrz  | Paź  | Lis  | Gru  | Roczna |
| ------------------------------------- | ---- | ---- | ---- | ---- | ---- | ---- | ---- | ---- | ---- | ---- | ---- | ---- | ------ |
| Średnie temperatury w dzień [°C]      | -2.8 | -1.8 | 5.8  | 17.2 | 24.5 | 30.8 | 33.4 | 31.6 | 24.6 | 15.3 | 5.1  | -1.1 | 15,2   |
| Średnie dobowe temperatury [°C]       | -6.4 | -6.3 | 0.8  | 11.2 | 18.4 | 24.5 | 26.8 | 24.8 | 18.0 | 9.7  | 1.3  | -4.3 | 9,9    |
| Średnie temperatury w nocy [°C]       | -9.4 | -9.9 | -3.1 | 6.1  | 12.8 | 18.4 | 20.5 | 18.5 | 12.3 | 5.0  | -1.7 | -7.0 | 5,2    |
| Opady [mm]                            | 14   | 12   | 15   | 16   | 23   | 18   | 10   | 12   | 8    | 16   | 18   | 14   | 176    |
| Średnia liczba dni z opadami          | 7.8  | 5.6  | 6.2  | 5.5  | 7.0  | 4.5  | 3.3  | 1.9  | 3.1  | 4.0  | 5.1  | 8.8  | 62,7   |
| Wilgotność [%]                        | 84   | 80   | 74   | 58   | 50   | 45   | 45   | 46   | 52   | 64   | 80   | 84   | 64     |
| Średnie usłonecznienie [h]            | 98   | 138  | 167  | 245  | 311  | 330  | 343  | 323  | 267  | 196  | 105  | 75   | 2598   |
| Źródło: Pogoda.ru.net, climatebase.ru |      |      |      |      |      |      |      |      |      |      |      |      |        |

## Ludność
| Liczba ludności | Liczba ludności | Liczba ludności | Liczba ludności | Liczba ludności | Liczba ludności | Liczba ludności | Liczba ludności | Liczba ludności | Liczba ludności |
| 1897            | 1959            | 1970            | 1979            | 1989            | 1991            | 1999            | 2004            | 2005            | 2006            |
| --------------- | --------------- | --------------- | --------------- | --------------- | --------------- | --------------- | --------------- | --------------- | --------------- |
| 9322            | ↗78 143         | ↗114 277        | ↗130 916        | ↗149 261        | ↗152 500        | ↘142 497        | ↗145 100        | ↗147 442        | ↗152 294        |
|                 |                 |                 |                 |                 |                 |                 |                 |                 |                 |
| 2007            | 2008            | 2009            | 2010            | 2011            | 2012            | 2013            | 2014            | 2015            | 2016            |
| ↗155 173        | ↗161 223        | ↗165 387        | ↗171 900        | ↗176 937        | ↗182 866        | ↗189 211        | ↗195 674        | ↗217 866        | ↗218 312        |
|                 |                 |                 |                 |                 |                 |                 |                 |                 |                 |
| 2017            | 2018            | 2019            | 2020            | 2022            |                 |                 |                 |                 |                 |
| ↗236 414        | ↗237 285        | ↗269 720        | ↗290 700        | ↗315 274        |                 |                 |                 |                 |                 |

## Miasta partnerskie
- Aktau, Kazachstan
- Uralsk, Kazachstan
- Aktobe, Kazachstan
- Astrachań, Rosja
- Syktywkar, Rosja
- Aszdod, Izrael
- Aberdeen, Wielka Brytania
- Szyrwan, Azerbejdżan